# Батюк Антін
Антін Батюк (11 червня 1894, м. Збараж, тепер Тернопільська область, Україна — 23 жовтня 1978, м. Скрентон, США) — український громадський діяч, видавець в Галичині та США.

## Життєпис
Народився 11 червня 1894 року в м. Збараж (Збаразький повіт, Королівство Галичини та Володимирії, Австро-Угорщина, нині Тернопільська область, Україна). Закінчив чоловічу учительську семінарію в Тернополі (1912).
Воював в УСС, УГА; від осені 1919 — старшина Армії УНР. Студіював право (1920) в Українському державному університеті в Кам'янці (нині м. Кам'янець-Подільський).
У 1922 році емігрував до США. Правничі студії продовжив у Міннеаполіському і Пенсильванському університетах.
У 1928–1933 роках працював у редакції газети «Народна воля»; 1929–1933 — управитель видавництва; 1946–1972 — голова Українського робітничного (брат.) союзу; від 1951 — секретар Українського конгресового комітету Америки.
Помер 23 жовтня 1978 року в м. Скрентон, США.